# سارماشوو
سارماشوو (انگلیسی: Sarmashevo) یک شهرک در شهرستان بورایفسکی باشقیرستان کشور روسیه است.